# Mindenahalli, Gauribidanur
Mindenahalli là một làng thuộc tehsil Gauribidanur, huyện Chikkaballapur, bang Karnataka, Ấn Độ.